# Lernaeopodina longibrachia
Lernaeopodina longibrachia is een eenoogkreeftjessoort uit de familie van de Lernaeopodidae. De wetenschappelijke naam van de soort is voor het eerst geldig gepubliceerd in 1912 door Brian.